# 岩丸史也
岩丸 史也（いわまる ふみや、1981年12月4日 - ）は、群馬県藤岡市出身の元サッカー選手。現役時のポジションはゴールキーパー（GK）。

## 来歴
前橋育英高校時代に茂原岳人らとともに高校選手権でベスト4まで進み、2000年に茂原とともに神戸に入団。しかし、掛川誠の前に出場機会に恵まれなかった。
2003年、大分戦でリーグ初出場のチャンスを得るも、守備陣のミスなどで8失点という大量失点の苦いデビュー戦となった。2004年は掛川の負傷離脱時にスタメンの機会を得て、6試合に出場。シーズン後半は磐田にレンタル移籍し、7試合に出場したが、佐藤洋平からはポジションを奪えなかった。2005年はJFLからJ2に昇格したザスパ草津にレンタル移籍。北一真、小島伸幸と定位置を争い、21試合に出場した。2006年は福岡にレンタル移籍したが、水谷雄一が正GKを獲得したため出場機会はなかった。シーズン終了後にレンタル元の神戸から戦力外通告を受けた。
2007年、J1に初昇格した横浜FCに移籍。しかし、若手の菅野孝憲の前にナビスコカップ1試合の出場にとどまり、チームもわずか4勝に終わり1年でJ2降格となった。菅野が柏に移籍した2008年はベテランの小山健二が正GKに起用されたため、4試合の出場にとどまった。2009年は17試合に出場したが、大久保択生の台頭もあり終盤戦はベンチを温めた。小山が引退した2010年は出場機会が無かったばかりか、シュナイダー潤之介と関憲太郎の加入でベンチメンバーからも外れるようになり、シーズン終了後に戦力外通告を受ける。
2011年、熊本に完全移籍。移籍後は南雄太の控えとなっていたが、2012年5月6日の徳島戦で右大腿内転筋に怪我をした南に代わって出場。これで3年ぶりのリーグ戦出場になるとともに、熊本移籍後のリーグ戦初出場になった。熊本では天皇杯を中心に出場機会を得た。
2013年、横浜FCと熊本で師事した高木琢也を慕ってJ2に昇格した長崎へ完全移籍。しかし、開幕戦の岡山戦(1-1)、第2節G大阪戦(1-3)と連続でファンブルから失点する大失態を犯した（特に岡山戦は1-0とリードした試合終了間際の出来事であった）。第3節モンテディオ山形戦(0-2)にも敗れ、出場した3試合で1分け2敗・計6失点を喫し、第4節カターレ富山戦(1-0)からは金山隼樹に正GKを譲る結果となった。富山戦では金山の活躍もあってJリーグ初勝利を収め、その後10試合負けなしと好調に転じ、余勢を駆って最後まで上位争いに絡み昇格1年目ながらJ1昇格プレーオフ圏内の6位に入った。しかし、皮肉にもそれは自身が控えに降格してからの出来事であった。
2014年、古巣ザスパクサツ群馬に完全移籍で9年ぶりに復帰。しかし、北と内藤圭佑の牙城は崩せず中盤以降は富居大樹の台頭で第4GKとなり出場機会はなかった。シーズン終了をもって現役を引退。
現役引退後は群馬県内の企業に勤務している。

## 所属クラブ
ユース経歴
- 1994年 - 1996年 藤岡市立西中学校
- 1997年 - 1999年 前橋育英高等学校
  - 1998年 浦和レッドダイヤモンズ (強化指定選手)

プロ経歴
- 2000年 - 2006年 ヴィッセル神戸
  - 2004年 ジュビロ磐田 (期限付き移籍)
  - 2005年 ザスパ草津 (期限付き移籍)
  - 2006年 アビスパ福岡 (期限付き移籍)
- 2007年 - 2010年 横浜FC
- 2011年 - 2012年 ロアッソ熊本
- 2013年 V・ファーレン長崎
- 2014年 ザスパクサツ群馬

## 個人成績
| 国内大会個人成績 | 国内大会個人成績 | 国内大会個人成績 | 国内大会個人成績 | 国内大会個人成績 | 国内大会個人成績 | 国内大会個人成績 | 国内大会個人成績 | 国内大会個人成績 | 国内大会個人成績 | 国内大会個人成績 | 国内大会個人成績 |
| 年度             | クラブ           | 背番号           | リーグ           | リーグ戦         | リーグ戦         | リーグ杯         | リーグ杯         | オープン杯       | オープン杯       | 期間通算         | 期間通算         |
| 年度             | クラブ           | 背番号           | リーグ           | 出場             | 得点             | 出場             | 得点             | 出場             | 得点             | 出場             | 得点             |
| 日本             | 日本             | 日本             | 日本             | リーグ戦         | リーグ戦         | リーグ杯         | リーグ杯         | 天皇杯           | 天皇杯           | 期間通算         | 期間通算         |
| ---------------- | ---------------- | ---------------- | ---------------- | ---------------- | ---------------- | ---------------- | ---------------- | ---------------- | ---------------- | ---------------- | ---------------- |
| 2000             | 神戸             | 30               | J1               | 0                | 0                | 0                | 0                | 0                | 0                | 0                | 0                |
| 2001             | 神戸             | 15               | J1               | 0                | 0                | 0                | 0                | 0                | 0                | 0                | 0                |
| 2002             | 神戸             | 16               | J1               | 0                | 0                | 1                | 0                | 0                | 0                | 1                | 0                |
| 2003             | 神戸             | 16               | J1               | 1                | 0                | 0                | 0                | 0                | 0                | 1                | 0                |
| 2004             | 神戸             | 16               | J1               | 6                | 0                | 2                | 0                | -                | -                | 8                | 0                |
| 2004             | 磐田             | 12               | J1               | 7                | 0                | 0                | 0                | 3                | 0                | 10               | 0                |
| 2005             | 草津             | 29               | J2               | 21               | 0                | -                | -                | 1                | 0                | 22               | 0                |
| 2006             | 福岡             | 25               | J1               | 0                | 0                | 1                | 0                | 0                | 0                | 1                | 0                |
| 2007             | 横浜FC           | 31               | J1               | 0                | 0                | 1                | 0                | 0                | 0                | 1                | 0                |
| 2008             | 横浜FC           | 21               | J2               | 4                | 0                | -                | -                | 0                | 0                | 4                | 0                |
| 2009             | 横浜FC           | 16               | J2               | 17               | 0                | -                | -                | 0                | 0                | 17               | 0                |
| 2010             | 横浜FC           | 16               | J2               | 0                | 0                | -                | -                | 0                | 0                | 0                | 0                |
| 2011             | 熊本             | 1                | J2               | 0                | 0                | -                | -                | 1                | 0                | 1                | 0                |
| 2012             | 熊本             | 1                | J2               | 4                | 0                | -                | -                | 1                | 0                | 5                | 0                |
| 2013             | 長崎             | 1                | J2               | 3                | 0                | -                | -                | 0                | 0                | 3                | 0                |
| 2014             | 群馬             | 33               | J2               | 0                | 0                | -                | -                | 0                | 0                | 0                | 0                |
| 通算             | 日本             | 日本             | J1               | 14               | 0                | 5                | 0                | 3                | 0                | 22               | 0                |
| 通算             | 日本             | 日本             | J2               | 49               | 0                | -                | -                | 3                | 0                | 52               | 0                |
| 総通算           | 総通算           | 総通算           | 総通算           | 63               | 0                | 5                | 0                | 6                | 0                | 74               | 0                |

- 強化指定選手としての公式戦出場はなし

## 代表歴
- 1998年 U-17日本代表
- 1999年 U-18日本代表
- 2000年 U-19日本代表
- 2001年 U-20日本代表
- 2003年 U-22日本代表(アテネオリンピックアジア二次予選)
- 2004年 U-23日本代表(アテネ予備登録メンバー)